# 안성 칠장사 사적비
안성 칠장사 사적비는 경기도 안성시 죽산면 칠장리에 있는 조선시대의 사적비이다. 1986년 5월 22일 안성시의 향토유적 제24호로 지정되었다.

## 개요
칠장사 입구 약 150m지점 당간지주 옆에 위치한 화강암 비석으로, 1671년(현종12)에 건립되었고, 높이 2.2m, 가로 1.06m, 폭 0.27m의 자연암반(220cm×150cm×90cm)위에 세운 비신에는 <조선국 죽산 칠현산 칠장사 중수 향화 사적비명 朝鮮國竹山七賢山七長寺 重修香火史蹟碑銘 >과 〈대명 숭정 44년 신해 6월 일입 大明崇禎四十四年 辛亥六月 日立〉이라 기록되어 있고, 뒷면에는 시주, 화주자의 이름들이 음각되어 있다. 
숭정 44년은 1671년(현종12)에 해당되고, 사적비는 자연암반 상면에 비공을 파고 세웠으며, 이수를 갖추지 않고, 상면은 둥글게 처리한 형태로 비문이 노출되어 있다. 칠장사에서 묵서의 사적기가 없기 때문에, 이 사적비는 칠장사의 창건 연대와 중수 과정 등을 파악할 수 있는 유일한 자료이며, 이에 따르면 칠장사는 1308년(충렬왕 34)에 창건한 것으로, 죽산 출신인 혜소국사의 유덕을 기념하기 위한 것이며, 칠장사 경내에는 대웅전, 사천왕문, 명부전, 나한전 등을 비롯하여 12동의 건물과 혜소국사비, 동종, 당간 등이 있다.

## 참고 자료
- 칠장사사적비 - 안성문화관광/시지정문화재